# Fru Kristina
Fru Kristina er en film fra 1917 instrueret af Alfred Cohn efter manuskript af Olga Højnæs.